# Спорт в Иране
В Иране развиваются многие виды спорта, как традиционные, так и современные. Тегеран, например, был первым городом на Ближнем Востоке в котором прошли Летние Азиатские игры (в 1974 году), и продолжает принимать крупные международные спортивные соревнования и по сей день. Вольная борьба традиционно считается национальным видом спорта, однако в настоящее время самым популярным в Иране видом спорта является футбол. Государственные расходы на спорт составляли в 2010 году около 80 миллионов долларов США или около 1 доллара на человека.

## История
Спорт и физические упражнения были одними из главных ежедневных занятий людей в Древнем Иране.
Общество придавало особый статус спортсменам, которые, благодаря своей физической силе и мужеству, защищали свою семью и родину, когда в этом возникала необходимость.
Их везде с почётом принимали, люди гордились своими спортсменами и восхваляли их за смелость и отвагу.
Древние иранцы придавали духовный смысл своим охотничьим действиям, которые они моделировали с оружием в руках. Даже маги (религиозные мудрецы) участвовали в молитвах в храмах с булавой в руках, в отличие от британских епископов, мечи которых висели на поясе.
Эта традиция сохранилась до сих пор и пережила эпохи. Таким образом, даже сегодня можно отметить, что среди племён и в чайханах практикуется пересказ преданий с таким же энтузиазмом, как это было в прошлые века.
Степень увлечения иранцев своими героями и чемпионами, среди прочего, подчёркивает тот факт, что в персидском языке есть более 30 слов для обозначения понятия героя или чемпиона.
В Древнем Иране молодёжь в возрасте до 24 лет получала основательную физическую подготовку, которая включала маскировку, верховую езду, поло, метание дротиков, борьбу, кулачный бой, стрельбу из лука, фехтование. Их учили стойко переносить трудности, так что, когда возникала необходимость, они могли спокойно относиться к таким тяготам войны, как голод, жажда, усталость, жара, холод и т. д.

### Женский спорт
С 1979 года для женщин-спортсменок были установлены жёсткие требования как во время соревнований в Иране, так и за рубежом. Иранский олимпийский комитет постановил, что «в отношении тех, кто не будет следовать исламским правилам во время спортивных соревнований, будут применяться суровые наказания». Комитет запретил женщинам-спортсменам участвовать в тех олимпийских мероприятиях, где мужчина-судья мог бы вступить в физический контакт с ними. На летних Олимпийских играх 1996, 2000, 2004 и 2008 годов Иран в совокупности представляли шесть женщин.

### День физического воспитания и спорта
День физического воспитания и спорта проводится 26 мехра (17 октября). В Иране мероприятия, посвященные дню спорта, проводятся в течение недели – с 26 мехра по 2 абана (с 17 по 23 октября). Они нацелены на то, чтобы рассказать о пользе спорта, приобщить население к физическим упражнениям, а также поспособствовать занятиям спортом в семье.

## Ведущие спортивные организации Ирана
- 1935: Национальная спортивная ассоциация
- 1960: Интеграция в Министерство образования
- 1971: Организация спорта и отдыха
- 1977: 2-е слияние с Министерством образования
- 1979-настоящее время: Независимая организации физического образования (часть гос. аппарата)
- 2011:. Предложение в парламенте объединить Национальную организацию молодёжи с Организацией физического образования[4]

### Основные направления развития спорта в Иране
Государственные расходы на спорт составляли в 2010 году около 80 миллионов долларов США или около 1 доллара на человека.
- Профессиональный спорт: см. также: Олимпийский комитет Ирана
- Спортивное образование: см. также: Образование в Иране
- Массовый спорт

## Традиционные виды спорта

### Культуризм
Культуризм очень популярен среди молодого поколения. Из профессиональных культуристов иранского происхождения стоит упомянуть Джавада Набави, Мохаммада Фароха, Али Тебризи, Хамида Манафи и Зохара аль-Карбелайе («Арнольда» из Фаллаха).

### Борьба
Борьба имеет очень давние традиции и длинную историю в Иране, часто её называют национальным видом спорта. Есть много стилей народной борьбы, от Варзеже Пахлавани до Зорхана, которые имеют сходство с современной вольной борьбой.
И вольная, и греко-римская борьба популярны в Иране. Провинция Мазендеран — лидер страны по борьбе, так как она является важной частью её культуры. Тегеран, Керманшах, Хамадан и Хорасан также воспитывают много талантливых борцов.
Дав миру таких великих борцов, как Голамреза Тахти (двукратный чемпион мира по вольной борьбе 1959 и 1961 годов, олимпийский чемпион 1956 года), Иран считается одним из лидеров в этом виде спорта.
Стоит также отметить традиционную тюркскую борьбу — куреш. Иран входит в Конфедерации кураша Азии и проводит ежегодный международный турнир по курашу имени Пуриа Вали, а также в Тегеране проводился III Чемпионат Азии по этому виду спорта.

### Поло

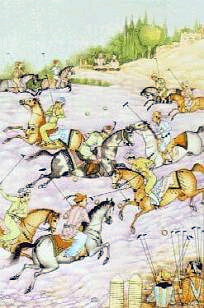
Поло в старой Персии, художник Хусейн Бехзад

Считается, что поло возникло в Персии много веков назад. Поэт Фирдоуси описал королевский турнир по игре в поло в IX веке в своём эпосе Шахнаме. Соревнования по игре в поло являются темой многих традиционных картин в Иране.
Несмотря на акцент в исламе на обучении конной езде, в наше время, особенно после исламской революции 1979 года, конный спорт в Иране находится «в загоне», так как он был тесно связан с аристократией. Тем не менее, в последнее время некоторые признаки позволяют предположить, что конный спорт снова может стать массовым, в связи с возобновившимся интересом к этому виду спорту.
Скачки являются очень популярным видом спорта среди туркмен Ирана, и есть два больших стадиона для проведения скачек в Гонбад-э-Габусе и Бендер-Торкемане. Соревнования не являются международными и не транслируются, но победителям достаются значительные призы. В исламе не запрещены только ставки на скачки и стрельбу из лука.

## Настольные игры

### Нарды
Нарды, как и шахматы, известны в Персии с древних времён. И хотя вместе с шахматами и некоторыми карточными играми нарды не поощрялись государством после революции, они всё равно очень популярны среди населения. В последнее время ограничения смягчились, но турниры всё равно запрещены, поэтому этот вид спорта относят к традиционным. Самые старые нарды в мире с 60 шашками обнаружены в юго-восточном Иране.

### Шахматы
Происхождение шахмат — довольно спорный вопрос, но есть теории, по которым шахматы попали на Индийский субконтинент из древней Персии. В их пользу говорят, например, такие факты, что самые ранние упоминания о шахматах найдены в персидских источниках, также в Иране были найдены первые шахматные фигуры. Позднее шахматы распространились из Персии в другие страны исламского мира.

## Популярные виды спорта

### Футбол

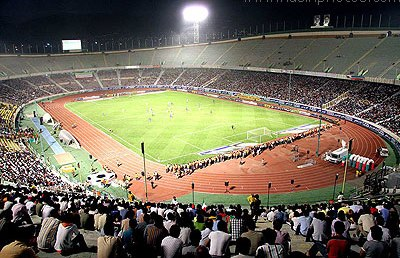
Футбольный стадион Азади — это крупнейшая футбольная арена в Иране и 4-я по размеру в мире.

Футбол является самым популярным видом спорта в Иране. Иран попадал на Чемпионат мира по футболу пять раз (1978, 1998, 2006, 2014 и 2018), выигрывал Кубок Азии также три раза (1968, 1972 и 1976) и четыре раза дошёл до золотой медали на Азиатских играх (в 1974 , 1990, 1998 и 2002 годах).
В частности, за последние 10 лет, в связи с запуском футбольной премьер-лиги Ирана, был достигнут значительный прогресс. Некоторые иранские игроки сейчас играют в ведущих европейских лигах, а некоторые иранские клубы нанимают европейских игроков и тренеров.
Иранские клубы (Эстегляль и ПАС) три раза выигрывали клубный чемпионат Азии (1970, 1991, 1993), но последнее участие иранской команды в Лиге чемпионов АФК датируется сезоном 1992—1993 годов.
Как и все другие виды спорта, футбол в Иране имеет ограниченное финансирование. Крупнейший футбольный стадион Ирана — стадион Азади — имеет вместимость в 100 000 мест, это домашняя арена наиболее популярных иранских клубов Эстегляль и Персеполис и место проведения национальных первенств.

### Баскетбол

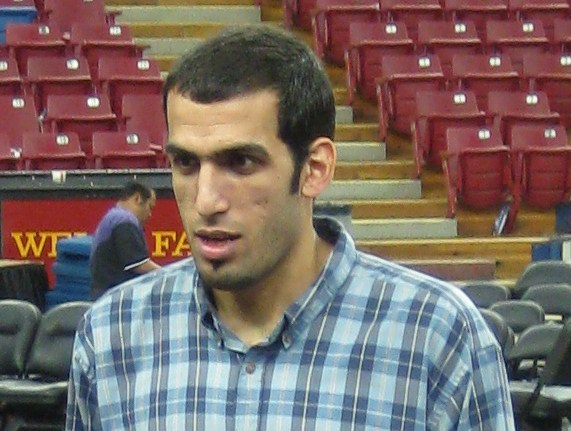
Хамед Хаддади, самый известный иранский баскетболист

В баскетболе Иран имеет традиционные сильные национальную команду и профессиональную лигу с конкурентоспособными игроками в Азии. Клубы в последнее время начали нанимать сильных иностранных игроков и тренеров. Сборная приняла участие в летних Олимпийских играх 1948 года в Лондоне, заняв 13 место. Они соревновались в летних Олимпийских играх 2008 года в Пекине, благодаря своей золотой медали в Чемпионате Азии FIBA 2007 года, своей первой континентальной победе. Первый в истории иранский игрок НБА Хамед Хаддади играет за команду Мемфис Гриззлис.

### Тяжёлая атлетика
Силовые виды спорта, такие как пауэрлифтинг и бодибилдинг, всегда были популярны среди иранцев. Недавние успехи мирового рекордсмена супертяжеловеса Хуссейна Реза Заде и сиднейского олимпийского золотого медалиста, Хуссейна Тавакколи помогли возвратить этому спорту достаточно высокой статус в Иране.

### Лыжный спорт

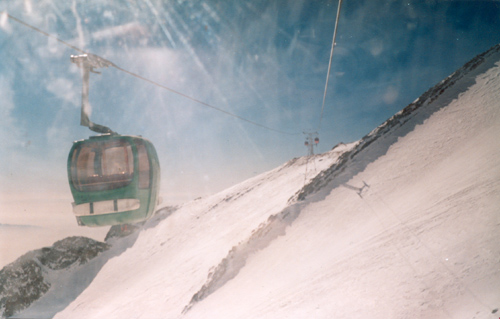
Канатная дорога поднимающая лыжников и других посетителей на гору Точал вблизи Тегерана.

В Иране находится много горных районов, подходящих для горнолыжного спорта, некоторые из них стали в последнее время набирать популярность у иностранных туристов.
Лыжный спорт начал своё развитие в Иране в 1938 году, благодаря усилиям двух немецких инженеров-железнодорожников. На сегодняшний день в Иране работают 13 горнолыжных курортов, наиболее известными из которых являются Точал, Дизин и Шемшак. Все они находятся в одном-трёх часах езды от Тегерана. Потенциально подходящие горные склоны можно найти также в Лурестане, Мазендеране и других провинциях.
Курорт Точал является пятым по величине горнолыжным курортом в мире, с находящейся на высоте более чем 3730 метров самой высокой седьмой станцией. Постройка курорта была завершена в 1976 году, незадолго до свержения шаха. Он находится всего в 15 минутах ходьбы от северных районов Тегерана, и работает семь месяцев в году. Здесь сначала нужно проехать 8 километров на канатной дороге, поднимающей на значительную высоту. Седьмая станция имеет три трассы. Самая длинная трасса курорта находится в южной части склона, имеющего форму буквы «U», и идёт от седьмой станции к пятой. Две других трассы расположены на северном части склона седьмой станции. Здесь существуют два параллельных подъёмника, которые ведут до высоты 3900 метров в районе пика Точал (высотой по крайней мере 4000 метров), что гораздо выше, чем высота седьмой станции, куда ведёт канатная дорога от подножия. Высота этих трасс считается большей, чем у любой трассы европейских горнолыжных курортов.
С пика Точал открывается великолепный вид на Центральный Эльбурс, в том числе на потухший стратовулкан Демавенд высотой 5610 метров, являющийся самой высокой точкой страны.
В нижней части канатной дороги есть выход в долину пика Точал, где находится отель Точал, расположенный на высоте 3500 метров. Оттуда на подъёмнике лыжники могут подняться до 3800 метров — пика Шахнешин, где находится третья трасса курорта.

### Спортивный туризм искалолазание

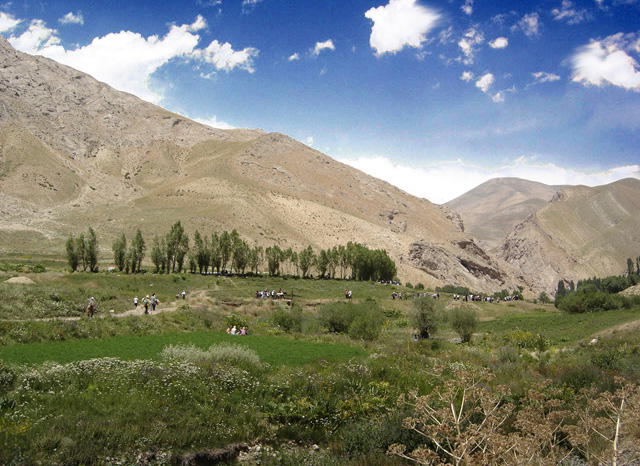
Туристы поднимаются по тропе Тангех Саваши, которая ведёт к трём водопадам в отдалённой части горной системы Эльбурс.

Благодаря горному ландшафту в Иране популярно скалолазание. Горные системы Загрос и Эльбурс предоставляют множество возможностей как для начинающих, так и для более опытных скалолазов.
Туризм и пешие походы особенно популярны в таких местах, как Аламут и Тангех Саваши, где можно наслаждаться дикой природой, а также совершать относительно сложные восхождения.

### Боевые искусства
Боевые искусства завоевали популярность в Иране за последние 20 лет. Наиболее популярны кёкусинкай, сётокан, ушу и тхэквондо. В Иране можно найти додзё почти всех стилей боевых искусств, причём с большим количеством последователей. Стиль Кунг-фу тоа возник в Иране в 1960-е и, несмотря на запрет после революции, довольно популярен.

### Волейбол
Иран имеет национальную волейбольную команду и профессиональную лигу. Иранская волейбольная сборная является одной из сильнейших команд в Азии, а молодёжная и юниорские сборные (до 19 и до 21 соответственно) входят в список сильнейших команд мира XXI века, получая медали на Чемпионатах мира по волейболу среди юношей (бронза — 2003 год, серебро — 2001, 2009 годы, золото — 2007 год) и Чемпионате мира по волейболу среди мужских молодёжных команд (бронза — 2007 год). Наиболее продуктивным был 2007 год, когда молодёжная команда завоевала бронзу, а юниоры — золото, которое стало первой международной золотой наградой в истории иранского волейбола. На Всемирном Кубке чемпионов по волейболу в 2009 году Иран занял 5 место. В 2010 году тегеранский клуб «Пайкан» взял бронзу на Чемпионате мира по волейболу среди клубных команд. Женский волейбол почти не развит из-за накладываемых правительством ограничений.

### Футзал
Футзал (мини-футбол) практикуется как на любительском, так и на профессиональном уровне, отчасти из-за отсутствия подходящих футбольных полей. Иранская национальная команда по футзалу — это сильнейшая команда в Азии (об это говорят 10 золотых медалей при 11 проведённых чемпионатах Азии), весной 2012 года команда находилась на 8-м месте по статистике ФИФА, лучшее достижение — 4 место на Чемпионате мира по мини-футболу, причём команда не попала на него только в 1989 году. Существует иранская национальная суперлига по футзалу.

### Большой теннис
Большой теннис не очень популярен в стране, однако стоит упомянуть двух иранских теннисистов: Мансура Бахрами и Рамина Разияни.

## Другие виды спорта
Другим популярным видом спорта является ралли. Здесь к участию допускаются и женщины, одна из которых — Лалех Саддик — является одним из сильнейших раллистов Ирана.

## Участие в спортивных соревнованиях
После исламской революции 1979 года женщинам было запрещено посещать футбольные матчи, хотя это и не было отображено в законодательстве. В апреле 2006 года президент Ирана Махмуд Ахмадинежад предложил разрешить посещение стадионов женщинами. Однако неясно, будет ли это решение проведено в жизнь, так как многие радикальные представители духовенства выразили своё несогласие. Тем не менее, женщины, как правило, могут свободно посещать закрытые спортивные мероприятия.